# Camí de les Esplugues
El Camí de les Esplugues és un camí del terme municipal de Castell de Mur, a l'antic terme de Mur, al Pallars Jussà. És en terres de les Esplugues.
Arrenca de la carretera LV-9124 just a llevant de l'antic poble de les Esplugues, des d'on davalla cap a migdia fent nombrosos revolts per tal d'adreçar-se a la partida de Les Esplugues en 1.300 metres de recorregut.

## Etimologia
Pren el nom de la partida on mena, que coincideix de nom amb el poble del qual parteix.